# J. Howard Swick

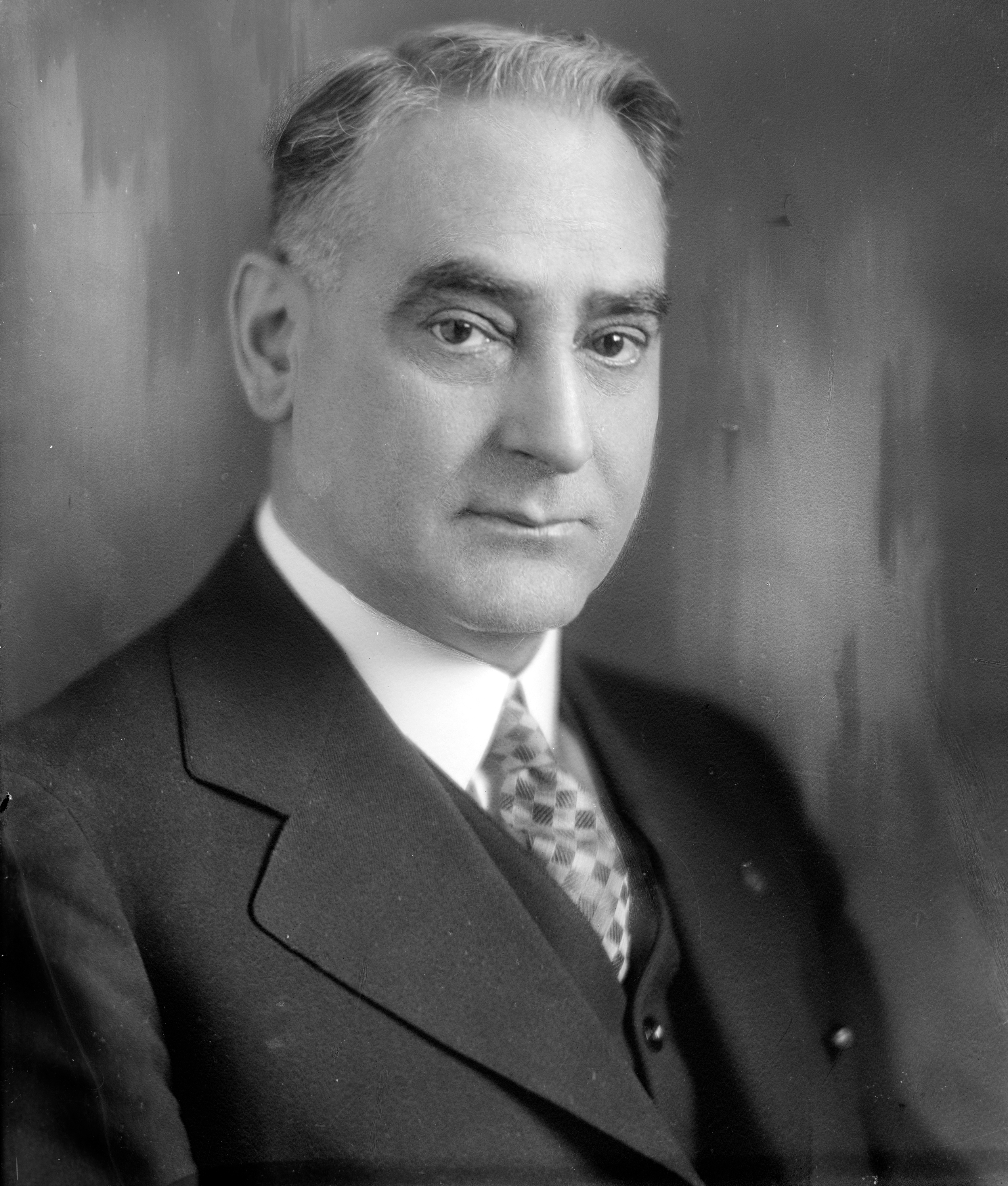
J. Howard Swick

Jesse Howard Swick (* 6. August 1879 bei New Brighton, Beaver County, Pennsylvania; † 17. November 1952 in Beaver Falls, Pennsylvania) war ein US-amerikanischer Politiker. Zwischen 1927 und 1935 vertrat er den Bundesstaat Pennsylvania im US-Repräsentantenhaus.

## Werdegang
Howard Swick besuchte die öffentlichen Schulen seiner Heimat und das Geneva College in Beaver Falls. Zwischen 1895 und 1900 war er im Beaver County als Lehrer tätig. Nach einem Medizinstudium am Hahnemann Medical College in Philadelphia und seiner 1906 erfolgten Zulassung als Arzt begann er in Beaver Falls in diesem Beruf zu arbeiten. Von 1907 bis 1914 leitete er die dortige Gesundheitsbehörde. Während des Ersten Weltkrieges war er zwischen 1917 und 1919 zunächst Oberleutnant und dann Hauptmann in einer Sanitätereinheit der US Army. Dabei war er in Europa eingesetzt. Nach dem Krieg praktizierte er wieder als Arzt in Beaver Falls. Außerdem wurde er in der Bankenbranche sowie bei der Herstellung von Stahlwaren tätig. Politisch wurde er Mitglied der Republikanischen Partei. Von 1925 bis 1927 saß er im Stadtrat von Beaver Falls.
Bei den Kongresswahlen des Jahres 1926 wurde Swick im 26. Wahlbezirk von Pennsylvania in das US-Repräsentantenhaus in Washington, D.C. gewählt, wo er am 4. März 1927 die Nachfolge von Thomas Wharton Phillips antrat. Nach drei Wiederwahlen konnte er bis zum 3. Januar 1935 vier Legislaturperioden im Kongress absolvieren. Diese waren seit 1929 von den Ereignissen der Weltwirtschaftskrise geprägt. Seit 1933 wurden die ersten New-Deal-Gesetze der Roosevelt-Regierung verabschiedet, denen Swicks Partei eher ablehnend gegenüberstand. 1935 wurden erstmals die Bestimmungen des 20. Verfassungszusatzes angewendet, wonach die Legislaturperiode des Kongresses jeweils am 3. Januar endet bzw. beginnt.
Im Jahr 1934 wurde Swick nicht wiedergewählt. Nach dem Ende seiner Zeit im US-Repräsentantenhaus betätigte er sich wieder als Arzt. Im August 1945 zog er sich in den Ruhestand zurück. Er starb am 17. November 1952 in Beaver Falls.